# Dobra matka
Dobra matka (ang. The Good Mother) – amerykański romantyczny dramat obyczajowy z 1988 roku w reżyserii Leonarda Nimoya. Zdjęcia kręcono w Toronto oraz w stanie Massachusetts.
Film zarobił 4 764 606 dolarów amerykańskich w Stanach Zjednoczonych.

## Fabuła
Anna Dunlap (Diane Keaton) po rozwodzie samotnie wychowuje córkę. Jest w depresji, pełna obaw. Gdy jednego dnia poznaje artystę Leo Cuttera (Liam Neeson), czuje namiętność. Dunlap zostaje oskarżona a jej związek rozpada się i zmusza ją do trudnych decyzji.